# Siluan Șpan
Siluan Șpan (pe numele de mirean Ciprian Șpan) (n. 5 martie 1970, Gura Râului, județul Sibiu) este un cleric ortodox român, episcop titular al Episcopiei Ortodoxe Române a Italiei (înființată în anul 2007 în cadrul Mitropoliei Ortodoxe Române a Europei Occidentale și Meridionale), începând cu anul 2008. A fost ales de Colegiul electoral la 19 februarie 2008, confirmat de Sfântul Sinod al BOR la 5 martie 2008, înscăunat la 8 mai 2008.

## Biografie
Siluan Șpan s-a născut la data de 5 martie 1970, în satul Gura Râului, jud. Sibiu (Transilvania, România), primind la botez numele de Ciprian. A absolvit Liceul de Matematică-Fizică „Gheorghe Lazăr” din Sibiu în anul 1988, Facultatea de Teologie Ortodoxă „Andrei Șaguna” din Sibiu (promoția 1989-1993, licența 1993) și un program de doctorat la Institutul de Teologie Ortodoxă „Saint-Serge” din Paris (1994-1998). Episcopul Siluan a fost coleg de facultate cu mitropolitul Iosif Pop.
A fost hirotonit diacon (21 ianuarie 1994) și preot  celib (6 martie 1994), pe seama capelei Facultății de Teologie Ortodoxă „Andrei Șaguna” din Sibiu, de către Mitropolitul Serafim Joantă, la vremea respectivă episcop-vicar al Arhiepiscopiei Sibiului. După plecarea în Franța este preot slujitor și duhovnic la Mănăstirea de maici „Notre Dame de Toute Protection” (Acoperământul Maicii Domnului) de la Bussy-en-Othe, Yonne, Franța (1994-2001), sub jurisdicția Arhiepiscopiei pentru parohiile ortodoxe ruse din Europa Occidentală - Patriarhia Constantinopolului. 
Din anul 1999 a fost transferat din Arhiepiscopia Sibiului în Mitropolia Ortodoxă Română a Europei Occidentale și Meridionale, ca paroh al parohiei „Sfânta Parascheva și Sfânta Genoveva” din Paris, iar în martie 2001 a fost numit consilier eparhial pentru probleme liturgice și de misiune al aceleiași Mitropolii. Pe durata șederii în Franța a desfășurat o bogată activitate misionar-catehetică (conferințe pe diferite teme ținute în orașele Paris, Poitiers, Bordeaux, Aix-en-Provence, Asten, Dublin). 
La data de 21 iunie 2001 este tuns în monahism, pe seama Schitului Sfântul Siluan Athonitul din Lăzești, județul Alba – Episcopia Alba Iuliei, primind numele de Siluan, după numele Sfântului Siluan Athonitul, prăznuit la 24 septembrie.

## Episcop vicar
Sfântul Sinod al Bisericii Ortodoxe Române, în ședința din 4-5 iulie 2001, l-a ales pe ieromonahul Siluan Șpan în funcția de episcop vicar al Mitropoliei Ortodoxe Române a Europei Occidentale și Meridionale, cu titulatura de „Marsilianul”.  La data de 20 octombrie 2001 a fost hirotesit arhimandrit de către mitropolitul Iosif Pop. A fost hirotonit episcop duminică, 21 octombrie 2001, în biserica „Sfântul Iosif” a parohiei omonime de la Bordeaux de către mitropolitul Iosif al Europei Occidentale și Meridionale, împreună cu: mitropolitul Serafim Joantă al Germaniei și Europei Centrale, mitropolitul Teofan Savu al Olteniei și Ioachim Băcăuanul, arhiereu-vicar al Episcopiei Romanului.
În sarcina noului episcop vicar s-au aflat, de la hirotonie și până în august 2004, parohiile și comunitățile Mitropoliei Ortodoxe Române a Europei Occidentale și Meridionale din Spania, Portugalia și sudul Franței, ca și buna desfășurare a vieții monahale în Mitropolie. Reședința episcopală a fost la Mănăstirea „Înălțarea Sfintei Cruci” de la Malvialle (zona Puy de Dôme din Auvergne, Franța), aflată la 40 km de orașul Clermont-Ferrand. Prima liturghie la Malvialle, în mănăstirea nou-înființată, în prezența IPS Iosif, s-a celebrat la 14 octombrie 2001, când, în ciuda distanței (se află la 400 km de Paris), au venit mulți români stabiliți în Franța. Episcopul Siluan a fost primul stareț al mănăstirii de la Malvialle, fiind numit la data de 1 septembrie 2001. 
Activitatea episcopului Siluan desfășurată timp de trei ani în Spania, Portugalia și sudul Franței, a făcut ca noile comunități de români să se poată organiza în jurul bisericii-mamă, prin înființarea de parohii și trimiterea de preoți, prin slujirea liturgică și lucrarea misionară și pastorală. La 3 iunie 2004, Mitropolia Ortodoxă Română a Europei Occidentale și Meridionale a primit recunoașterea oficială din partea autorităților spaniole, ceea ce marchează începutul unei noi etape în istoria prezenței Ortodoxiei române în Spania, etapă care face trecerea de la imigrație la integrare și înrădăcinare.
Datorită creșterii numărului parohiilor din Italia, dar și a necesității unui interlocutor în această țară pentru dialogul cu Biserica Romano-Catolică, la propunerea Mitropolitului Iosif, episcopul Siluan este transferat cu atribuțiile pe seama Vicariatului Ortodox Român al Italiei, primind ascultarea de a împlini slujirea pastorală-misionară a parohiilor și mănăstirilor din Italia, de a organiza administrativ comunitatea ortodoxă română din peninsulă și de a face demersuri pentru recunoaștere juridică a acesteia de către statul italian. Începând cu data de 1 august 2004, episcopul Siluan a primit sarcina pastorală, misionară, administrativă și de reprezentare a BOR în Italia (Vicariatul Italiei), prin Gramata mitropolitană nr. 264/16 august 2004. Reședința episcopală a fost stabilită, în februarie 2005, la Casa Canonica, Via Gavedo, nr. 6, din localitatea Groppoli/Mulazzo (MS).
Episcopul Siluan a fost delegat de către Patriarhia Română, alături de I.P.S. Mitropolitul Iosif, să participe la funeraliile Papei Ioan Paul al II-lea (7 aprilie 2005) și la momentul solemn al începutului pontificatului Papei Benedict al XVI-lea, care s-a desfășurat la 24 aprilie 2005, la Roma.

## Episcop titular
Urmare a hotărârii adunării extraordinare generale a clericilor Vicariatului Ortodox Român al Italiei, de a se înființa Episcopia Ortodoxă Română a Italiei (Gavedo, 8 mai 2007), aprobată de către Adunarea Mitropolitană (Limours, 1 iunie 2007) și Sfântul Sinod al Bisericii Ortodoxe Române (București, 20 iunie 2007), episcopul Siluan a fost ales, drept unic candidat, de către Colegiul electoral al Episcopiei Ortodoxe Române a Italiei (Paris, 19 februarie 2008), iar Sfântul Sinod al Bisericii Ortodoxe Române l-a ales ca prim episcop al Episcopiei Ortodoxe Române a Italiei (București, 5 martie 2008). A fost înscăunat de către Mitropolitul Iosif la Lucca, în ziua de joi 8 mai 2008.

## Activitatea academică și de cercetare
Referitor la activitățile educaționale și culturale, Episcopul Siluan a fondat următoarelor instituții: Frăția Tinerilor din Episcopia Ortodoxă Română a Italiei – Nepsis Italia (6 decembrie 2008), Centrul de Pelerinaje „Sfinții Apostoli pentru și Pavel” (2009), Misiunea Sfântul Ierarh Nicolae, pentru basarabeni și bucovinenii din Bucovina de Nord (2012), Centru de Studii Teologice Sfântul Dionisie Exiguul (2015), Universitatea de vară Sfântul Maxim Mărturisitorul și Sfânta Mare Muceniță Ecaterina (2015). De asemenea, a fondat următoarele publicații: Merinde pentru Suflet, cotidian on-line (la nivel eparhial, înființată în 2010), Merinde pentru Suflet, broșură catehetică (la nivel eparhial, înființată în 2011), Apostolia – Ediția de Italia (2014), Site-ul de învățătură duhovnicească și de cateheză – Merinde pentru Suflet (2018), Agenda pentru Tineri (2018) și Agenda Creștinului (2018), Theologica – Revista Centrului de Studii Teologice Sfântul Dionisie Exiguul (2021), Portalul Theofania – Portal Media al Episcopiei Ortodoxe Române a Italiei.
A organizat colocvii, conferințe  și congrese, dintre care amintim: Colocviile Dionisiene (de drept canonic, 5 ediții), Congresul EORI (anual), Congresul Nepsis Italia (anual), Congresul MOREOM (2 ediții), numeroase conferințe în cadrul Săptămânii Misiunii (anual) și Săptămânii pentru Cateheză (anual).
Pe latura activității științifice și publicistice, episcopul Siluan: a publicat editoriale, reportaje, articole și studii în presa bisericească, precum și în volume omagiale, aniversare sau tematice, în limbile română, italiană și franceză; contribuie anual, din 2009, la editarea Calendarului Tuturor Sfinților de peste an și locurile din Italia unde pot fi cinstite moaștele lor; contribuie, din 2009, la publicarea mai multor numere din broșura catehetică și pastorală a Episcopiei Italiei: Merinde pentru Suflet; „Cu Domnul cel răstignit și Înviat pe calea Vieții” - Editura Apostolia, 2018. De asemenea, a contribuit (traducere și note) la apariția celei de-a II-a ediții a cărții Întrebări asupra omului, de Olivier Clement (2019), a participat la numeroase emisiuni la diferite posturi de radio și televiziune, a acordat numeroase interviuri în diferite cotidiene și posturi de radio, din țară și străinătate și a participat la numeroase evenimente culturale, în țară și străinătate.

## Activitatea socială
Ierarhul este un inițiator, sprijinitor și coordonator de programa culturale, educaționale și sociale. Ca Episcop Ortodox Român al Italiei, din 2008, s-a ocupat de amenajarea și organizarea administrativă a noului Centru Eparhial de la Roma și organizarea teritorială a eparhiei: înființarea a 15 sectoare în cadrul administrației eparhiale și organizarea, până în prezent, a 26 de protopopiate.
A organizat și inițiat următoarelor evenimente anuale, la nivel eparhial: Festivalul Bucuriei; Festivalul Portului Popular Românesc; Zilele Limbii Române; Săptămâna Familiei; Săptămâna Misiunii; Concursul de creație literară Slovă; Festivalul Dor de Eminescu; Festivalul de Colinde și Tradiții Creștine Colindul Sfânt și Bun; Conferințele Triodului; Conferințele Penticostarului; Serile Filocalice.
Este fondator și susținător al următoarelor coruri ale Episcopiei Italiei: Corul psaltic Sfântul Dionisie Exiguul; Corul polifonic bărbătesc Sfântul Roman Melodul; Corul Sfântul Mucenic Potițiu, al tinerilor din Lazio; Corul psaltic feminin Sfânta Cecilia.
Referitor la activitățile social-filantropice, episcopul Siluna a fondat următoarele instituții: Asociația Filantropică „San Lorenzo dei Romeni”, cu filiale în 13 orașe din Italia (2009); Diaconia pentru săraci și pribegi „Sfântul Grigorie cel Mare al Romei” (2011); Diaconia pentru bolnavi „Sfântul Mare Mucenic Panteleimon” (2011); Diaconia pentru închisori „Sfintele Mucenițe Praxidia și Petronela” (2011); Casa Sfântului Nectarie Torino (2014); Centrul Social Sfântul Alexie omul lui Dumnezeu și Sf. Mc. Arhid. Laurențiu, de la Roma (2016); Diaconia pentru familii nevoiașe și ocrotirea vieții intrauterine „Sfânta Filoteia” (2017); Casa Sfântului Gheorghe – Albano – Genzano (2019). De asemenea, este susținător al: Centrului de Ajutor dedicat vieții „Sfânta Filoteia”, asociație social-caritativă înființată în 2009 la Torino; Asociației „San Lorenzo Dei Romeni” – înființată în 2009 la Roma, este asociația de caritate a Episcopiei Ortodoxe Romane a Italiei; Centro D’ascolto, Torino – înființat în 2012 la Torino, este un Centru Social de Consiliere adresat persoanelor care sunt în dificultate majoră: oamenii străzii, persoane cu adicții acute, persoane rămase fără muncă etc; Casei Sfântul Ioan Gură de Aur – Carrara; Casei Sfânta Melania Romana – Cuneo; Centrului Social Sfântul Ierarh Iosif cel Milostiv, Mitropolitul Moldovei – Giaveno.

## Activitatea liturgică și misionară națională și internațională
Dintre activitățile și realizările administrative, pastorale și misionare ale episcopului Siluan al Italiei amintim: ca responsabil al parohiilor și comunitățile Mitropoliei Ortodoxe Române a Europei Occidentale și Meridionale din Spania, Portugalia și sudul Franței, s-a implicat în înființarea a peste 20 de parohii și filii (2001-2004); ca responsabil al parohiilor și comunitățile Mitropoliei Ortodoxe Române a Europei Occidentale și Meridionale din Spania, Portugalia și sudul Franței, s-a implicat în procesul de recunoaștere juridică a Bisericii Ortodoxe Române în Spania (2004); ca Episcop-vicar pentru Italia, a contribuit la organizarea și înființarea a peste 30 de parohii, iar în 2007, la înființarea primei mănăstiri ortodoxe românești pe teritoriul Italiei, în localitatea Mirabella Eclano (2004-2008); ca Episcop Ortodox Român al Italiei (din 2008), a contribuit la înființarea a peste 200 parohii, a 5 mănăstiri, 3 schituri și a peste 100 de filii; ca Episcop Ortodox Român al Italiei, a coordonat și urmărit procesul de recunoaștere juridică a Episcopiei Ortodoxe Române a Italiei de către Statul Italian, proces ce s-a concretizat în septembrie 2011; a contribuit la înființarea următoarelor centre pastoral-misionare: Centrul Pastoral Sfânta Treime – Bari, Centrul Pastoral Sfântul Apostol Timotei – San Martino in Pensilis și Centrul Pastoral Andrei Șaguna, Mitropolitul Transilvaniei – Spilimbergo.

## Activități și responsabilități în domeniul academic și de cercetare
Din anul 2008, face parte din colegiul de redacție al Revistei APOSTOLIA și APOSTOLIA-ediția de Italia (din 2014). A fost ales membru al Sinodului Permanent al Bisericii Ortodoxe Române pentru anul 2013. S-a implicat în înființarea Extensiei de la Roma  a Facultății de Teologie Ortodoxă „Justinian Patriarhul” a Universității din București, concretizată în iulie 2017. Este membru al Consistoriului Prim al Bisericii Ortodoxe Române.

## Distincții, titlului academice, culturale și civile
Ca simbol al aprecierii și pentru merite deosebite, episcopul Siluan a primit următoarele distincții, titluri academice, culturale și civile: Ordinul Meritul Cultural în grad de Cavaler – conferit de președintele României, Traian Băsescu (2008); Crucea Sfântul Iachint de Vicina a Episcopiei Tulcii – conferită de către Preasfințitul Părinte Visarion, Episcopul Tulcii (2012); Ordinul Sfinții Martiri Brâncoveni – conferit de către Preafericitul Părinte Daniel, Patriarhul Bisericii Ortodoxe Române (2014); Ordinul Meritul Cultural în grad de Ofițer – conferit de președintele României, Traian Băsescu (2014); Crucea Sfântul Andrei Șaguna, a Arhiepiscopiei Sibiului – conferită de către Înaltpreasfințitul Părinte Mitropolit Laurențiu al Ardealului (2015); Ordinul Sfântul Ierarh Martir Antim Ivireanul – conferit de către Preafericitul Părinte Daniel, Patriarhul Bisericii Ortodoxe Române (2016); Ordinul Sfântul Apostol Andrei – conferit de către Preafericitul Părinte Daniel, Patriarhul Bisericii Ortodoxe Române, cu prilejul sfințirii Catedralei Naționale (25 noiembrie 2018); Engolpion și Diplomă Aniversară, cu prilejul aniversării centenarului Marii Uniri – conferite de către Înaltpreasfințitul Părinte Irineu, Arhiepiscopul Alba Iuliei (2018); Distincția Eparhială Sfântul Ierarh Sava Brancovici – conferită de către Înaltpreasfințitul Părinte Timotei, Arhiepiscopul Aradului (2020); Ordinul Meritul Cultural în grad de Comandor – conferit de președintele României, Klaus Iohannis (2020); Ordinul Sfântul Sfântul Cuvios Ioan Iacob de la Neamț, noul hozevit – conferit de către Preafericitul Părinte Daniel, Patriarhul Bisericii Ortodoxe Române (17 decembrie 2021); Ordinul Episcop Roman Ciorogariu - conferit de către Preasfințitul Părinte Sofronie, Episcopul Oradiei (2022); Ordinul Maica Domnului Rugătoarea – conferit de către Preafericitul Părinte Daniel, Patriarhul Bisericii Ortodoxe Române (30 septembrie 2022) și Ordinul Sfântul Cuvios Dimitrie cel Nou – conferit de către Preafericitul Părinte Daniel, Patriarhul Bisericii Ortodoxe Române (13 iulie 2024).
A fost numit Cetățean de onoare al orașului Bivongi (Italia) – 23 februarie 2020 și Cetățean de onoare al comunei Gura Râului – 27 august 2023.
Limbile străine cunoscute de episcopul Siluan sunt: italiană (scris, citit, vorbit); franceză (scris, citit, vorbit); engleză (scris, citit, vorbit); rusă (citit, conversație); germană (citit); slavonă liturgică (citit); greacă liturgică și biblică (citit).